# Dołhobyczów-Kolonia
Dołhobyczów-Kolonia (prononciation : [dɔu̯xɔˈbɨt͡ʂuf kɔˈlɔɲa]) est un village polonais de la gmina de Dołhobyczów dans le powiat de Hrubieszów de la voïvodie de Lublin dans l'est de la Pologne, à la frontière avec l'Ukraine.
Il se situe à environ 3 kilomètres à l'est de Dołhobyczów (siège de la gmina), 30 kilomètres au sud-est de Hrubieszów (siège du powiat) et 129 kilomètres au sud-est de Lublin (capitale de la voïvodie).
Le village comptait approximativement une population de 79 habitants en 2008.

## Histoire
De 1975 à 1998, le village est attaché administrativement à la voïvodie de Zamość.

Depuis 1999, il fait partie de la voïvodie de Lublin.